# Me kõik jääme vanaks
"Me kõik jääme vanaks" je singl estonské zpěvačky Getter Jaani z alba Rockefeller Street.
Singl byl vydán na 30. října 2011. Při písni ji na akustickou kytaru doprovázel Mihkel Raud. Autorem textu a hudby je skladatel Sven Lõhmus. Pro Getter Jaani je to podle svých slov nejmilejší píseň ze svého alba Rockefeller Street, vydala jej na jaře 2011. Píseň je věnovaná babičce Getter Jaani.

## Seznam písní
1. „Me kõik jääme vanaks“ — 4:40 (& Mihkel Raud)

## Umístění v žebříčcích
| Žebříček (2011) | Nejvyšší pozice |
| --------------- | --------------- |
| Elmari Top 10   | 1               |
| Sky Plus Top 40 | 1               |
| Eesti Top 40    | 2               |
| Uuno Chart      | 7               |